# Universidad Anáhuac Mayab
La Universidad Anáhuac Mayab, miembro de la Red de Universidades Anáhuac, es una institución educativa privada de nivel superior ubicada en Mérida, Yucatán, México.

## Historia
Fue fundada en el año de 1984 por iniciativa del Arzobispo Manuel Castro Ruiz y con el apoyo de un grupo de empresarios del sureste de México. La Universidad del Mayab inicia formalmente su actividad docente con las licenciaturas en: Administración de Empresas, Administración de Empresas Turísticas, Contaduría y Derecho.
En 1992 se abren los primeros diplomados que fueron el antecedente de los estudios de posgrado en la institución; iniciando sus actividades el Centro de Estudios de Posgrado en septiembre de 1994 ofreciendo la especialidad en Mercadotecnia y la Maestría en Alta Dirección para luego extenderse en el año de 1997 a la ciudad de Cancún Quintana Roo, en 1998 a Campeche, en 1999 a Chetumal, Q. Roo y en el año 2000 a los estados de Tabasco y Chiapas.
En 1995 tomó posesión el P. José María Sabín Sabín, primer rector de la institución y se fundan las licenciaturas en Diseño de la Comunicación Gráfica e Ingeniería Industrial. En 2012 asume la rectoría el P. Rafael Pardo Hervás, L.C.
En 1996 se instala la sala de videoconferencia, la primera en la región y una de las pocas en el ámbito nacional en ese momento. En 1998 da inicio la licenciatura en Médico Cirujano y se inicia la construcción del edificio que albergaría el área e la salud que actualmente contempla las licenciaturas en: Cirujano Dentista, Nutrición, Psicología y Ciencias de la familia. En 1999 se crea el Centro de Atención A Foráneos (CAF) para proporcionar ayuda la comunidad de alumnos foráneos que representa el 35% de la matrícula total.
La Unimayab se une a la Red internacional de Universidades Anáhuac en 2004, integrada por 9 universidades en México y 6 en el extranjero. En 2006 obtiene el Premio Yucatán a la Calidad 2005, en el rubro de Educación, que otorga el Instituto Yucateco para la Calidad y la Innovación (INYCC) del Gobierno del Estado de Yucatán. Se convierte en la primera institución educativa en el ámbito nacional en obtener el 100% de acreditación de sus programas educativos acreditables, a través de los organismos pertenecientes al COPAES (Consejo para la Acreditación de la Educación Superior). Se convierte en la primera institución educativa privada en obtener la sede y llevar al cabo el máximo evento deportivo estudiantil: la Universiada Nacional 2006.
En 2010, la inauguración de un nuevo edificio destinado a las ciencias de la salud permitió la creación de laboratorios y aulas especializadas, reflejando el compromiso de la universidad con el desarrollo de sus programas académicos. Al llegar a su 30 aniversario en 2014, la universidad destacó su crecimiento y la diversificación de sus programas de posgrado.
La pandemia de COVID-19 en 2020 presentó un desafío significativo, pero la institución logró adaptarse rápidamente al implementar un modelo de enseñanza virtual, asegurando así la continuidad de la educación para sus estudiantes. Este enfoque en la innovación educativa ha sido una constante en su trayectoria.
En años más recientes, la universidad inauguró un nuevo campus que incluye espacios educativos y deportivos, fortaleciendo sus recursos e infraestructura. Además, ha enfatizado su compromiso con la investigación y la colaboración internacional, promoviendo la participación activa de sus estudiantes en proyectos interdisciplinarios.
Hoy en día, la Universidad Anáhuac Mayab continúa su labor en la educación superior, con un enfoque en la formación integral de sus estudiantes y la adaptación a las tendencias educativas contemporáneas.

## Oferta educativa
Se imparten 31 licenciaturas,17 maestrías y 3 doctorados:

### Licenciaturas
| División de negocios - Administración y Dirección de Empresas - Dirección del Deporte - Finanzas y Contaduría Pública - Mercadotecnia Estratégica - Negocios Internacionales División de ciencias jurídicas y sociales - Relaciones Internacionales - Derecho División de ciencias de la salud - Biotecnología - Psicología - Psicopedagogía - Médico Cirujano Dentista - Médico Cirujano - Nutrición - Terapia Física y Rehabilitación | División de comunicación - Comunicación - Dirección de Empresas de Entretenimiento División de Diseño - Diseño Gráfico - Diseño Industrial - Diseño Multimedia - Diseño de Moda e Innovación División de Arquitectura - Arquitectura División de ingeniería y ciencias exactas - Ingeniería Ambiental - Ingeniería en Energías Sustentables - Ingeniería Biomédica - Ingeniería en Tecnologías de Información y Negocios Digitales - Ingeniería en Animación Digital - Ingeniería Mecatrónica - Ingeniería Civil - Ingeniería Industrial División de Turismo y Gastronomía Le Cordon Bleu - Gastronomía - Turismo Internacional |

## Clasificación académica

### Clasificación webométrica del CSIC
Esta clasificación la produce el Centro de Información y Documentación (CINDOC) del Consejo Superior de Investigaciones Científicas (CSIC) de España. El CINDOC actúa como un observatorio de ciencia y tecnología disponible en la Internet. La clasificación se construye a partir de una base de datos que incluye alrededor de 11.000 universidades y más de 5.000 centros de investigación. La clasificación muestra a las 3.000 instituciones mejor colocadas. La metodología bibliométrica toma en cuenta el volumen de contenidos publicados en la web, así como la visibilidad e impacto de estos contenidos de acuerdo con los enlaces externos que apuntan hacia sus sitios web.
Según esta metodología, la Universidad Anáhuac Mayab ocupa el lugar número 3707 del mundo, el lugar 329 de América Latina, y el lugar 42 de México.